# Esporte Clube São Judas Tadeu Ltda.
O Esporte Clube São Judas Tadeu Ltda. Foi um clube brasileiro de futebol da cidade de Jaguariúna, no estado de São Paulo.
Foi fundado em 29 de março de 2007, e disputou em 2010 o Campeonato Paulista Feminino.
Em 2017 foi incorporado pelo Jaguariúna Futebol Clube, permitindo a esse a filiação na FPF.